# Gaplokan
Gaplokan is een bestuurslaag in het regentschap Blora van de provincie Midden-Java, Indonesië. Gaplokan telt 1186 inwoners (volkstelling 2010).